# Karma (альбом Stray Kids)
Karma (стилизуется маюскулом) — четвёртый студийный альбом (шестой по хронологии) южнокорейского бой-бэнда Stray Kids на корейском и английском языках, запланированный к релизу 22 августа 2025 года лейблами JYP Entertainment и Republic Records. Ему предшествовал первый микстейп Hop (2024), который был выпущен восемь месяцев назад перед предстоящим релизом студийного альбома. Первый корейскоязычный полноформатный альбом после 5-Star (2023).
Состоит из 11 композиций, из которых песня «Ceremony» помечена как ведущий сингл. Продюсерами альбома выступили участники Бан Чан, Чханбин и Хан (известные также как участники групповой подгруппы 3Racha), к работе над альбомом приняли также участие Версачхой, Millionboy и DallasK, ранее участвовавшие в написаниях других песен ансамбля.

## Предыстория
В 2024 году Stray Kids выпустили два корейскоязычных альбома — мини-альбом Ate (19 июля) и микстейп Hop (13 декабря). Оба альбома возглавили хит-парады Circle Album Chart в Республике Корея и Billboard 200 в США, сделав группу первыми исполнителями с шестью первыми дебютировавшими чарттопперами второго. Они также участвовали в написаниях саундтреков для американского супергеройского фильма «Дедпул и Росомаха», представив промо-сингл «Slash», и для мультипликационного сериала «Акрейн», выпустив вместе с Ён Мико и Томом Морелло песню «Come Play». 5 января 2025 года Stray Kids по традиции выпустили видеоролик под названием «Step Out 2025», в котором были показаны достижения в 2024 году и новые планы на следующий год, среди которых продолжение мирового тура «Dominate» и выпуск двух альбомов. Инвесторы отметили, что по данным их отчётах релизы альбомов могли бы состояться во второй половине 2025 года.

## Продвижение
24 июля 2025 года в преддверии завершения мирового тура «Dominate» был анонсирован четвёртый студийный альбом, получивший название Karma. В тизере альбома продемонстрировано вымышленное спортивное мероприятие «Karma Sports», в рамках которого у участников группы появилась жажда становиться единственным чемпионом. Предварительные заказы были открыты в тот же день и издаются в различных версиях: версия Karma, лимитированная, церемонная, аккордеон и компактная. Помимо этого, предзаказы альбома также издаются в версиях SKZoo в формате Nemo (Республика Корея) и виниловой (эксклюзивно для покупателей из США). Через день, 25 июля, был выпущен планировщик публикаций содержимого альбома и вместе с ним был опубликован планировщик «2025 StayWeek» в ходе празднования седьмой годовщины раскрытия имени фэндома «Stay». Список композиций альбома был обнародован 29 июля и содержит 11 песен, среди которых трек «Ceremony» был помечен как заглавный сингл, также имеются две версии последнего — фестивальная и англоязычная.
1 августа был опубликован тизер уличной версии видеоклипа одной из композиций альбома, «0801», в котором участники выражали поддержку и приверженность своим поклонникам. Помимо этого, также были выпущены тизеры клипов би-сайдов «Bleep» 7 августа, «Creed» 12 августа и «Half Time» 18 августа. До предстоящего выхода альбома были опубликованы тизерные концептуальные фотографии исполнителей: в первой серии изображений, вышедшей 3 августа участники были одеты в спортивной униформе, при этом сочетая одежду с пиджаками; вторая партия была выпущена 8 августа, иллюстрируя участников в чёрно-белой униформе и переосмысливая форму тхэквондо в цветах группы на фоне пространства, напоминающего стадион; на обнародованной 10 августа третьей партии изображений вновь продемонстрированы участники, но уже на фоне выстрелянного в небо дыма в красном цвете, известным как основной цвет группы. 14 августа был опубликован мэшап-видео из композиций альбома и был основан на EDM-жанре. 15 и 19 августа были опубликованы два тизера видеоклипа лид-сингла «Ceremony». 20 августа планируется открыть в Сеуле сеанс предварительного прослушивания треков для тех поклонников, ранее приобретавших предзаказ альбома; в тот же день был выложен документальный видеоролик о ходе процесса записывания песен, упорядочивании хореографии и съёмок видеоклипов нескольких композиций. В ходе сотрудничества со сервисом Spotify будет организовано мероприятие под названием «Staydium», который будет проходить в Сеуле, Джакарте и Токио.

## Список композиций

Официальный логотип альбома

| №                   | Название                         | Текст песни               | Музыка                                          | Аранжировка         | Длительность |
| ------------------- | -------------------------------- | ------------------------- | ----------------------------------------------- | ------------------- | ------------ |
| 1.                  | «Bleep» (кор. 삐처리)            | Бан Чан Чханбин Хан       | Бан Чан Чханбин Хан Версачхой                   | Версачхой Бан Чан   | 2:47         |
| 2.                  | «Ceremony»                       | Бан Чан Чханбин Хан       | Бан Чан Чханбин Хан Версачхой                   | Версачхой Бан Чан   | 2:44         |
| 3.                  | «Greed»                          | Бан Чан Чханбин Хан       | Бан Чан Чханбин Хан Millionboy                  | Millionboy Бан Чан  | 2:41         |
| 4.                  | «Mess» (кор. 엉망)               | Хан Бан Чан               | Хан Бан Чан Millionboy                          | Millionboy Бан Чан  | 3:29         |
| 5.                  | «In My Head»                     | Бан Чан Чханбин           | Бан Чан Чханбин Jun2                            | Jun2 Бан Чан        | 2:56         |
| 6.                  | «Half Time» (кор. 반전)          | Бан Чан Чханбин Хан       | Бан Чан Чханбин Хан Версачхой                   | Версачхой Бан Чан   | 2:50         |
| 7.                  | «Phoenix»                        | Бан Чан Чханбин Хан       | Бан Чан Чханбин Хан Ronnie Icon DallasK [англ.] | DallasK Бан Чан     | 3:02         |
| 8.                  | «Ghost»                          | Бан Чан Чханбин Версачхой | Бан Чан Чханбин Версачхой                       | Версачхой Бан Чан   | 2:33         |
| 9.                  | «0801»                           | Бан Чан                   | Бан Чан Версачхой                               | Версачхой Бан Чан   | 3:24         |
| 10.                 | «Ceremony» (фестивальная версия) | Бан Чан Чханбин Хан       | Бан Чан Чханбин Хан Версачхой                   | Версачхой           | 2:52         |
| 11.                 | «Ceremony» (англоязычная версия) | Бан Чан Чханбин Хан       | Бан Чан Чханбин Хан Версачхой                   | Версачхой Бан Чан   | 2:44         |
| Общая длительность: | Общая длительность:              | Общая длительность:       | Общая длительность:                             | Общая длительность: | 32:02        |

## История выпуска
| Регион           | Дата            | Формат                     | Версия                     | Лейбл                              | Источник |
| ---------------- | --------------- | -------------------------- | -------------------------- | ---------------------------------- | -------- |
| Мир              | 22 августа 2025 | цифровая загрузка стриминг | стандартная                | JYP Entertainment Republic Records | [ 32 ]   |
| Мир              | 22 августа 2025 | CD                         | лимитированная стандартная | JYP Entertainment Republic Records | [ 10 ]   |
| Республика Корея | 22 августа 2025 | Nemo                       | SKZoo                      | JYP Entertainment Republic Records | [ 11 ]   |
| США              | 22 августа 2025 | винил                      | виниловая                  | JYP Entertainment Republic Records | [ 12 ]   |
| США              | 22 августа 2025 | цифровая загрузка          | эксклюзивная цифровая      | JYP Entertainment Republic Records | [ 33 ]   |

### Комментарии
1. ↑  Учитывая два японоязычных альбома The Sound и Giant
2. ↑  Учитывая японские релизы группы, альбому Karma предшествует третий японоязычный мини-альбом Hollow, а из студийных альбомов — второй полноформатный альбом Giant. В данном случае учитываются корейские релизы